# George D. Zamka
George David Zambo Zamka Pérez (Jersey City, Nueva Jersey; 29 de junio de 1962) es un astronauta colombo-estadounidense de la NASA y que pilotó el transbordador espacial Discovery en su misión de octubre de 2007 a la Estación Espacial Internacional. Zamka es un piloto del Cuerpo de Marines de los Estados Unidos con más de 5000 horas de vuelo en más de 30 tipos diferentes de avión. Tiene más de 692 horas de vuelo en el espacio exterior.

## Biografía

### Vida personal
George David Zamka nació en Jersey City, Nueva Jersey, en 1962. Creció en Nueva York, Irvington, Medellín (Colombia) —ciudad natal de su madre—, y Rochester Hills (Míchigan). Se graduó de la Rochester Adams High School en Míchigan en 1980. Es de ascendencia colombiana y polaca. Zamka está casado y tiene dos hijos.

### Carrera militar
Zamka se graduó con una licenciatura en Ciencias en Matemática de la Academia Naval de los Estados Unidos en 1984. Se le comisionó como subteniente en el Cuerpo de Marines de Estados Unidos después de graduarse de la Academia Naval, en mayo de 1984. Recibió entrenamiento para A-6E Intruder en la Naval Air Station Whidbey Island, Washington, en 1985-1987. Fue asignado al escuadrón VMFA(AW)-242 en la Estación Aérea del Cuerpo de Marines de El Toro, California. Además de miembro de seguridad de vuelo y de administración, era parte del escuadrón de armas e instructor de tácticas. En 1990, se formó como un piloto de F/A-18D Hornet y luego fue asignado a VMFA(AW)-121. Zamka voló 66 misiones de combate durante la Operación Tormenta del Desierto. En 1993, fue asignado al 1.er Batallón del 5.º Regimiento de Marines en la Marine Corps Base Camp Pendleton, California, como controlador aéreo avanzado. En diciembre de 1994, se graduó de la Escuela de Pilotos de Pruebas de la Fuerza Aérea de los Estados Unidos, tras lo cual se desempeñó como piloto de pruebas de F/A-18 Hornet y oficial de operaciones.
En 1997, obtuvo una maestría en ciencias en Ingeniería de Gestión del Instituto de Tecnología de Florida. En 1998, regresó al VMFA(AW)-121 y se desplegó a la Marine Corps Air Station Iwakuni, Japón. En agosto de 2010 se retiró del Cuerpo de Marines después de casi 30 años de servicio. Zamka trabaja ahora para Bigelow Aerospace como director del programa de tripulación y cargamento del BA330.

### Carrera en la NASA
En junio de 1998, Zamka fue seleccionado para el programa de astronautas de la NASA, y fue elegido para el entrenamiento en agosto. Sirvió como jefe para el entrenamiento del transbordador y la división de procedimientos, y como supervisor para la clase de candidatos a astronauta de 2004. Hizo su primer vuelo espacial como el piloto de la misión STS-120 en 2007, y fue el comandante de la misión STS-130 en 2010.

## Premios y distinciones
Zamka ha recibido los siguientes honores y premios: Legión al Mérito, Cruz de Vuelo Distinguido, Medalla al Servicio Meritorio de Defensa, Medalla al Servicio Meritorio, Navy Strike Air Medal (6), Medalla de Mención de la Armada y el Cuerpo de Marines con Combat "V", y varios otros reconocimientos al servicio militar y de campaña. Fue Graduado Distinguido en la Academia Naval de los Estados Unidos. Está en la lista de comodoros, Premio al Logro Académico, Training Air Wing Five. Recibió la NASA Outstanding Leadership Medal, dos NASA Space Flight Medals, cuatro NASA Superior Accomplishment Awards y el GEM Award. Obtuvo también Cruz de Oficial de la Orden al Mérito de la República de Polonia en 2010.